# ال گرکو (آلبوم)
«ال گرکو» آلبومی از هنرمند اهل یونان ونگلیس است که در سال ۱۹۹۸ میلادی منتشر شد.